# 기중기

현대의 건설 현장 크레인.

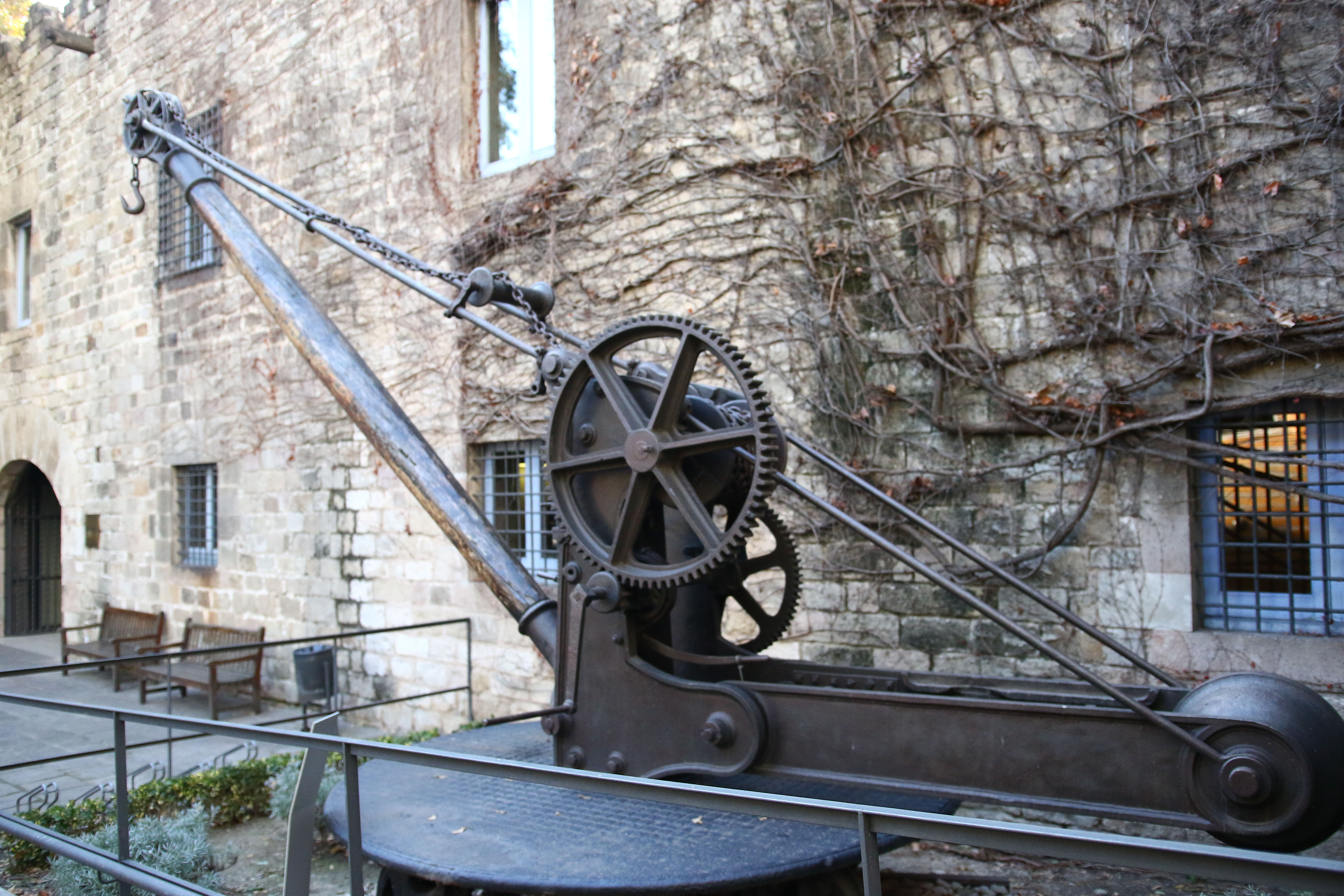
스페인 바르셀로나 항에서 작은 화물(발레, 상자 등)을 하역하는 데 사용된 19세기 후반의 수동 크레인.

기중기(起重機) 또는 크레인(crane)은 무거운 물건을 들어 올리거나 옮기는 기계이다. 주로 물건을 담거나 집는 기구 부분, 와이어, 드르래, 팔, 차체 등으로 구분된다.
도르래 작용에 따라 작은 힘으로 무거운 물체를 들어올리고 회전하여 옮길 수 있다. 기중기는 일반적으로 화물의 적재 및 하역을 위한 운송, 자재 이동을 위한 건설, 중장비 조립을 위한 제조에 사용된다.
최초로 알려진 기중기는 고대 메소포타미아(현대 이라크)에서 발명되어 고대 이집트 기술에 등장한 물을 들어올리는 장치인 샤두프(shaduf)였다. 건설용 기중기는 나중에 고대 그리스에 등장했는데, 그곳에서는 사람이나 동물(예: 당나귀)에 의해 구동되어 건물 건설에 사용되었다. 더 큰 기중기는 나중에 로마 제국에서 개발되었으며, 인간의 트레드휠을 사용하여 더 무거운 무게를 들어올릴 수 있게 되었다. 중세 시대에는 배를 싣고 내리며 건조를 돕기 위해 항만 기중기가 도입되었다. 일부는 강도와 안정성을 높이기 위해 석탑에 건설되었다. 최초의 기중기는 목재로 제작되었지만 산업 혁명이 도래하면서 주철, 철, 강철이 그 자리를 대신하게 되었다.
수세기 동안 물레방아나 풍차의 호이스트는 자연의 힘을 이용하여 구동할 수 있었지만 사람이나 동물의 육체적 노력으로 전력이 공급되었다. 최초의 기계적 동력은 증기 기관에 의해 제공되었으며, 최초의 증기의 기중기는 18세기 또는 19세기에 도입되었으며, 20세기 후반에도 많은 것들이 사용되었다. 현대의 기중기는 일반적으로 내연 기관이나 전기 모터 및 유압 시스템을 사용하여 이전에 가능했던 것보다 훨씬 더 큰 리프팅 기능을 제공하지만 수동 기중기는 여전히 전력 공급이 비경제적인 곳에서 활용된다.
기중기에는 다양한 유형이 있으며 각각 특정 용도에 맞게 조정된다. 크기는 작업장 내부에서 사용되는 가장 작은 지브 크레인부터 높은 건물 건설에 사용되는 가장 높은 타워 크레인까지 다양하다. 미니 크레인은 높은 건물을 건설하는 데에도 사용되며, 좁은 공간에 접근하여 공사를 용이하게 한다. 대형 플로팅 크레인은 일반적으로 석유 굴착 장치를 만들고 침몰한 선박을 회수하는 데 사용된다.

## 역사
무거운 짐을 들어올리는 기중기는 기원전 6세기 말 고대 그리스인들에 의해 발명되었다.

## 종류

### 이동식
이동식 크레인에는 트럭 탑재형, 험지형, 크롤러형, 플로팅형 등 4가지 주요 유형이 있다.

#### 크롤러
크롤러 크레인은 안정성과 이동성을 모두 제공하는 크롤러 트랙 세트가 장착된 차대에 붐이 장착되어 있다. 크롤러 크레인의 리프팅 용량 범위는 XGC88000 크롤러 크레인에서 볼 수 있듯이 약 40~4,000장톤(44.8~4,480.0단톤, 40.6~4,064.2t)이다.
크롤러 크레인의 가장 큰 장점은 이동성과 사용이 용이하다는 점이다. 크레인은 최소한의 개선으로 현장에서 작동할 수 있고 아웃리거 없이 트랙에서 안정적으로 작동할 수 있기 때문이다. 넓은 트랙은 넓은 지역에 무게를 분산시키며 가라앉지 않고 연약한 땅을 횡단할 때 바퀴보다 훨씬 좋다. 크롤러 크레인은 짐을 싣고 이동할 수도 있다. 가장 큰 단점은 무게로 인해 운반이 어렵고 비용이 많이 든다는 것이다. 일반적으로 대형 크롤러는 최소한 붐과 운전실로 분해되어 트럭, 철도 차량 또는 선박을 통해 다음 위치로 이동되어야 한다.

### 고정형
증가된 안정성으로 인해 더 큰 하중을 운반하고 더 높은 높이에 도달할 수 있는 능력으로 이동성을 교환하는 이러한 유형의 기중기는 사용 기간 동안 주요 구조가 움직이지 않는다는 사실이 특징이다. 그러나 많은 경우 여전히 조립 및 분해가 가능하다. 이 구조는 기본적으로 한 곳에 고정되어 있다.
- 링 크레인(Ring crane)
- 타워크레인(Tower)

## 활용 및 자격면허
학력, 연령, 성별 제한이 없거나, 일부 중장비학원 또는 직업전문학교에 교육 훈련과정을 이수할 수 있으며, 국가기술자격 취득자를 우대하여야 한다.

## 같이 보기
- 대빗
- 갠트리 크레인
- 천장크레인
- 팰럿